# Корчемная стража
Корчемная стража — в Российской империи лица, уполномоченные на борьбу с корчемством (нарушениями законов о государственной монополии или акцизе). В ходе истории состав и подчинение корчемной стражи сильно менялись — от воинских подразделений (корчемных команд), временно подчинённых частным лицам-откупщикам до вольнонаёмных военизированных подразделений в составе государственных органов.
В XVII веке преследование корчемства возлагалось на объезжих голов, при которых в Москве состояла особая корчемная команда. В 1730 году в распоряжение московских откупщиков предоставлен был, для преследования корчемства и взимания штрафов, особый отряд солдат, но, вследствие множества злоупотреблений, эта корчемная команда была в 1732 году подчинена камер-коллегии. В Петербурге с 1732 года в ведении камер-коллегии состоял для искоренения кормчества особый комиссар, а при нем отряд солдат, которые отряжались от полков помесячно и за всякое открытое ими корчемное вино получали деньгами половину казенной цены его. При корчемных конторах также состояли особые корчемные команды. С 1767 года откупщики имели право содержать на свой счет корчменую стражу из отставных обер-офицеров и солдат, а по мере надобности в распоряжение их отряжались воинские команды; сверх того в 1766 году в Москве, а в 1771 году в Петербурге учреждены были особые, оплачиваемые государством, конные корчемные команды, которые, по введении учреждения о губерниях, оставаясь в распоряжении откупщиков, подчинялись губернским правлениям. Корчемная стража имела право останавливать проезжающих, но обязана была немедленно отводить задержанных к ближайшему сельскому начальству; обыски и выемки в домах она могла производить лишь в присутствии сельских властей и только днём. В 1840-х годах на границах привилегированных губерний, корчемство, сопровождавшееся буйством и даже убийствами, приняло такие размеры, что правительство вынуждено было учредить в 1850 году особую корчемную стражу из 450 человек, содержание которой (90 тысяч рублей в год) отнесено было на счёт земских сборов. Корчемство уменьшилось; в 1856 году стража была упразднена. После отмены откупов учреждена была в 1862 году Корчемная стража из вольнонаемных людей в пограничных с Царством Польским уездах Ковенской, Виленской, Гродненской и Волынской губерний, для предотвращения тайного ввоза спиртного, подлежащего акцизу, из Царства в Империю. В 1875 году стража эта была переведена в пограничные с иностранными государствами уезды для предотвращения привоза из-за границы контрабандного спиртного и для усиления акцизного надзора. Она состояла из стражников и младших и старших объездчиков, которые были непосредственно подчинены помощникам акцизного надзирателя, а в местах, где это признавалось нужным — особым смотрителям корчемной стражи. Величина пограничного района, подлежащего ведению корчемной стражи, определялась для каждой местности министром финансов, в пределах не менее 21 и не более 50 вёрст от черты границы. Во вверенных им районах чины корчемной стражи имели право осматривать как проходящие обозы и транспорты, так и всех проезжающих и проходящих, а возы с сеном, соломой и др. громоздкими предметами испытывать железными щупами, если это не сопряжено с порчей клади; кроме того, они были вправе производить обыски в местах оптовой и розничной продажи спиртного, обыски же в частных домах — лишь в тех случаях, когда корчемник, преследуемый по горячим следам, скроется на виду у стражи в частное жилище. Провоз и пронос вина в пограничном районе, подлежащем ведению корчемной стражи, дозволялся только днем. Если на корчемную стражу, при исполнении ею служебных обязанностей, производилось открытое нападение вооружёнными людьми, то она была вправе прибегнуть сначала к холодному, а в крайнем случае — и к огнестрельному оружию; но употреблять оружие при бегстве корчемников корчемной страже было воспрещено. В 1886 году корчемная стража была усилена и в 1893 году состояла из 968 человек; на содержание её в 1893 году было израсходовано 422 697 рублей. В 1866 году была упразднена воинская корчемная стража при соляных промыслах и взамен её учреждена корчемная стража из вольнонаёмных людей, организованная на тех же началах, что и корчемная стража по акцизу со спиртного; вслед за отменой акциза с соли в 1880 году эта стража была упразднена. С 1861 по 1871 год существовала корчемная стража по акцизу с табака.
После февральской революции корчемная стража сохранилась до 1918 года в качестве органа министерства финансов.